# Will Grohmann
Will Grohmann, né le 4 décembre 1887 à Bautzen et décédé le 6 mai 1968 à Berlin-Ouest est un historien et critique d'art allemand, spécialiste de l'art moderne d'avant-guerre.
Il a notamment défendu l'art abstrait en Allemagne, il a également rédigé de nombreuses monographies d'artistes, comme celle de Paul Klee, Willi Baumeister, Henry Moore, Wassily Kandinsky ou Ernst Ludwig Kirchner.